# Marilyn Maxwell
Marilyn Maxwell (nacida como Marvel Marilyn Maxwell; Clarinda, Iowa, 3 de agosto de 1921-Beverly Hills, California, 20 de marzo de 1972) fue una actriz de cine y comediante que, además de aparecer en muchas películas y programas de radio, sirvió como atracción para las tropas estadounidenses durante la Segunda Guerra Mundial y la guerra de Corea en las giras de la USO con Bob Hope. También apareció en muchos de los espectáculos de Hope como una sexy aunque graciosa acompañante. 
Comenzó su carrera profesional como cantante de radio cuando aún era una adolescente, antes de firmar en 1942 un contrato con MGM. Entre los programas en los que apareció estuvo The Abbott and Costello Show. El jefe de MGM, Louis B. Mayer, insistió en que eliminase de su nombre la palabra "Marvel". Algunas de sus películas más recordadas son Lost in a Harem (1944), Champion (1949), The Lemon Drop Kid (1951) y Rock-A-Bye Baby (1958).
En 1944 contrajo nupcias con el actor de la MGM John Conte en el The Little Church Around the Corner en la Ciudad de Nueva York; se divorciaron dos años más tarde. Su segundo matrimonio fue con el restaurador Anders McIntyre el cual duró solo un año. Y por último su tercer matrimonio fue con el escritor y productor Jerry Davis con el que tuvo un hijo, Matthew Paul, nacido el 28 de abril de 1956: dicho matrimonio terminó en divorcio seis años después.
El 20 de marzo de 1972, su hijo Matthew Paul de quince años descubrió el cuerpo de su madre en el baño de su hogar en Beverly Hills, California víctima de un ataque cardíaco debido a la hipertensión y una complicación pulmonar.